# Pedra das Cabras
Pedra Cabras est un site archéologique situé sur le territoire de la commune de Ribeira dans la communauté autonome de Galice en Espagne. 
,. 
Il a été classé Bien d'intérêt culturel en 2011.

## Description
Les pétroglyphes ont été réalisés à l'âge du cuivre (2200-1800 av. J.-C.) sur un grand rocher de granite. 
Le dessin représente deux animaux, peut-être des chèvres ou des cerfs, à côté d'un grand batholite. Chaque animal est représenté avec six pattes, ce qui peut représenter le mouvement des personnages.

## Galerie

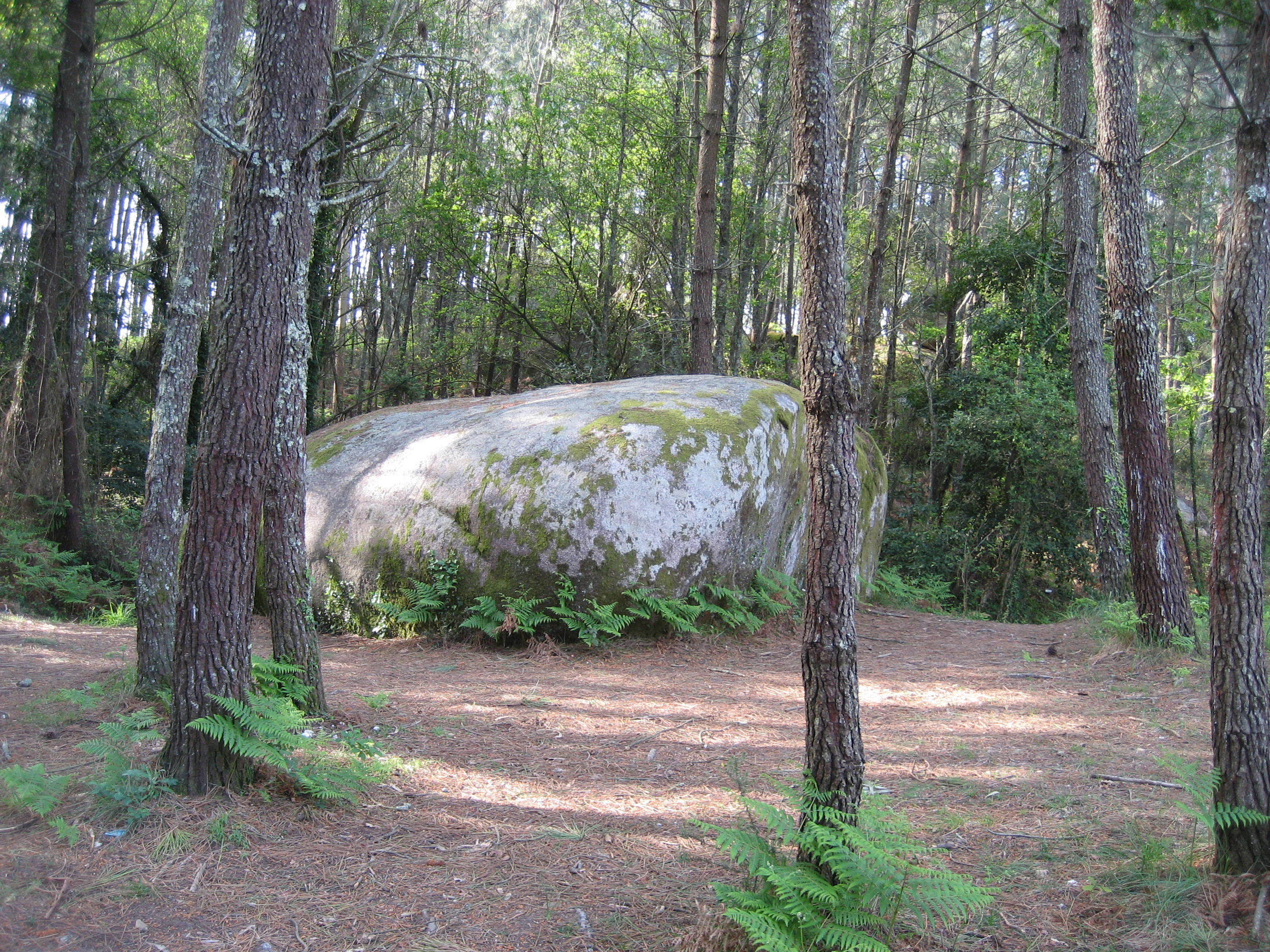
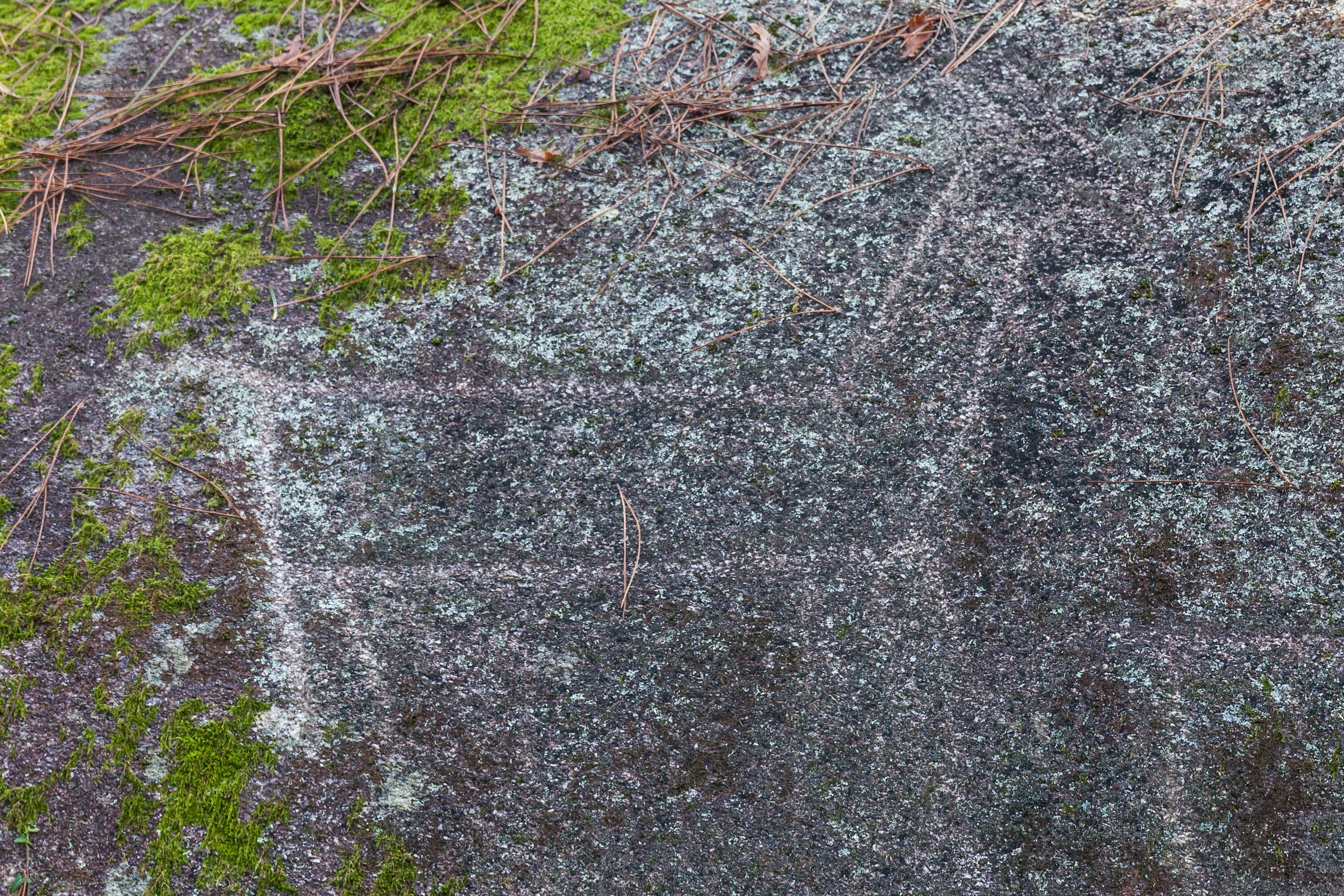